# Dalea scariosa
Dalea scariosa är en ärtväxtart som beskrevs av Sereno Watson. Dalea scariosa ingår i släktet Dalea, och familjen ärtväxter. Inga underarter finns listade i Catalogue of Life.